# Puig Torrat
|  | Aquest article tracta sobre el Puig Torrat de Juià i Sant Martí Vell. Vegeu-ne altres significats a «Puig Torrat (desambiguació)». |

El Puig Torrat és una muntanya de 106 metres que es troba entre els municipis de Juià i Sant Martí Vell, a la comarca del Gironès.